# Teatro Massimo Bellini
Teatro Massimo Bellini er et operahus i Catania på Sicilien. Operahuset er opkaldt efter Vincenzo Bellini, der blev født i byen. Det blev indviet den 31. maj 1890 med en opførelse af komponistens mesterværk, Norma. Teatro Massimo Bellini har plads til 1.200 tilskuere.

## Historie
Ideen til Teatro Massimo Bellini blev til i kølvandet af jordskælvet i 1693, der udslettede Catania. Grundstenen til det nuværende teater blev dog først lagt i 1812.
Det var arkitekten Salvatore Zahra Buda, der fik i opdrag at udfærdige en plan for et teater på Piazza Nuovaluce overfor Santa Maria di Nuovaluce-klosteret. Teatret, som man ønskede skulle afspejle den voksende bys ambitioner, blev derfor først kaldt Teatro Nuovaluce.
Grundet finansielle problemer måtte man imidlertid indstille arbejdet i nogle år. I mellemtiden så et midlertidigt teater dagens lys; det åbnede 1822, men blev ødelagt under 2. verdenskrig. Da Teatro Nuovaluce blev åbnet, blev det indtil 1865 brugt om sommeren; i det år blev det solgt for at kunne finansiere opførelsen af et helt nyt teater.
I 1870 faldt det så i teaterarkitekten Carlo Sadas lod at finde et passende sted til det nye teater. Mange mulige steder blev overvejet for det længe ønskede "Teatro Massimo". Det var først da en kommunal komité trådte ind i arbejdet, at der kom skred i beslutningsprocessen. Teatret blev færdiggjort i løbet af syv år og åbnede i maj 1890.

## Indretning og repertoire
Husets ydre er udformet, så det matcher den sicilianske barok, man finder på nabobygningerne fra sidst i det 17. århundrede. Marmorfoyeren, "Ridotto", er udsmykket med stuk og en statue af Bellini er opstillet centralt mellem buerne.
Tilskuerrummet er udsmykket med rød plys og indeholder et parket og fire etager med tilskuerbokse. Loftet er udsmykket med malerier, der viser scener fra fire af Bellinis mest kendte operaer.
Operahuset har gennem historien opført næsten alle Bellinis værker. Maria Callas har sunget Norma på teatret i 1951 som en markering af 150-året for komponistens fødsel.

## Links
- Teatro Massimo Bellinis hjemmeside

37°30′15″N 15°5′24″Ø / 37.50417°N 15.09000°Ø